# Gimme Shelter (album)
Pour les articles homonymes, voir Gimme et Gimme Shelter.
Albums de The Rolling Stones
Stone Age
(1971) Hot Rocks 1964-1971
(1971)
Gimme Shelter est un album des Rolling Stones sorti en 1971. Il comprend une compilation de six chansons sur sa première face et un enregistrement public de six chansons au Royal Albert Hall en face 2.

## Titres
Toutes les compositions sont de Mick Jagger et Keith Richards, sauf indication contraire.

### Face 1
1. Jumpin' Jack Flash – 3:41
2. Love in Vain (trad., arr. Jagger, Richards) – 4:21
3. Honky Tonk Women – 3:03
4. Street Fighting Man – 3:17
5. Sympathy for the Devil – 6:25
6. Gimme Shelter – 4:33

### Face 2
1. Under My Thumb – 2:39
2. Time Is on My Side (Meade, Norman) – 2:47
3. I've Been Loving You Too Long (Redding, Butler) – 2:53
4. Fortune Teller (Neville) – 2:06
5. Lady Jane – 3:00
6. (I Can't Get No) Satisfaction – 3:53